# Georg Herzig
Pour les articles homonymes, voir Herzig.
Georg Herzig (1941 - 2008) est un artiste peintre allemand. Son œuvre se compose de peintures abstraites, de paysages, de natures mortes et de portraits.

## Biographie
Georg Herzig naît à Metz le 3 juillet 1941, au cours de la seconde annexion. Après sa scolarité en Allemagne, il suit une formation artistique qu’il termine avec le professeur Loschwitz de Berlin. Il suit plus tard une formation complémentaire sur la technique picturale des maîtres anciens et les techniques de restauration. Herzig parcourt ensuite le monde, faisant des voyages d’études en Inde, en Afghanistan, en Turquie, en Grèce, au Danemark, au Mexique, et aux États-Unis. Herzig s’installe comme artiste indépendant en Provence, près d'Avignon, où il séjourne durant douze ans. Il effectue enfin un séjour de deux ans avec les Indiens Tarahumaras du Mexique. Georg Herzig est décédé à Bonn le 13 juin 2008.

## Œuvres
Parmi ses dernières œuvres, on peut citer:
- Spiegelung-Triptychon,
- Spiegelung,
- Am Teich,
- Herbstgold,
- Früh am Morgen,
- Frühlingsabend,
- Herbstanemonen,
- Seerose

Ses œuvres sont exposées aujourd'hui au Kunstmuseum Bonn, mais aussi à Hambourg, en Provence et en Autriche.

## Sources
- Herzig-Kunst sur georg-herzig.blogspot.com
- Photographies de Georg Herzig sur foto-poklekowski.de